# Cookoides cordatus
Cookoides cordatus – gatunek widłonoga z rodziny Chitonophilidae; jedyny przedstawiciel rodzaju Cookoides. Występuje w południowym Atlantyku i jest pasożytem chitonów.

## Systematyka
Gatunek i rodzaj opisali w 1994 roku rosyjscy zoolodzy G.W. Awdiejew i B.I. Sirienko. Okazy typowe to dwie samice i samiec pozyskane z dwóch osobników chitonów Stenosemus exaratus złowionych w kwietniu 1987 roku w pozycji 53°45′S 39°00′W/-53,750000 -39,000000 w pobliżu wyspy Georgia Południowa na głębokości 267 metrów.